# Розенталь, Мики
Моше Михаэль «Микки» Розенталь (ивр. משה מיכאל "מיקי" רוזנטל‎; родился 4 февраля 1955) — израильский политик и депутат кнессета. Он является членом партии «Авода» и на внутрипартийных выборах перед выборами в кнессет 2013 года был помещен на 12-е место в партийном списке, в итоге став депутатом. Был также избран в кнессет 20-го созыва.
Розенталь вместе с израильским режиссёром Иланом Абуди снял фильм о поддержке богатых семейств, в частности семьи Офер, правительством Израиля.